# Hapsifera
Hapsifera är ett släkte av fjärilar. Hapsifera ingår i familjen äkta malar.

## Dottertaxa tillHapsifera, i alfabetisk ordning[1]
- Hapsifera cristinae
- Hapsifera deviella
- Hapsifera equatorialis
- Hapsifera euschema
- Hapsifera glebata
- Hapsifera gypsophaea
- Hapsifera haplotherma
- Hapsifera hastata
- Hapsifera hilaris
- Hapsifera ignobilis
- Hapsifera lecithala
- Hapsifera lithocentra
- Hapsifera luridella
- Hapsifera lutea
- Hapsifera luteata
- Hapsifera marmarota
- Hapsifera meliceris
- Hapsifera multiguttella
- Hapsifera nidicola
- Hapsifera nigraurella
- Hapsifera niphoxantha
- Hapsifera ochroptila
- Hapsifera pachypsaltis
- Hapsifera paraglareosa
- Hapsifera pardalea
- Hapsifera punctata
- Hapsifera refalcata
- Hapsifera revoluta
- Hapsifera rhodoptila
- Hapsifera richteri
- Hapsifera scabrata
- Hapsifera sepiella
- Hapsifera septica
- Hapsifera trachypsamma
- Hapsifera tscheliella